# Pontiac Grand Safari
La Grand Safari è un'autovettura full-size prodotta dalla Pontiac dal 1971 al 1978.

## Il contesto
Negli anni in cui fu commercializzata, la Grand Safari è stata la familiare di punta della gamma Pontiac. La calandra e gli interni erano estremamente simili a quelli che si potevano trovare sulla Bonneville e sulla Grand Ville. Quasi tutti gli esemplari della Grand Safari erano equipaggiati con pannelli  in finto legno, che erano applicati alle fiancate ed al portellone posteriore.
La Grand Safari è stata disponibile con un solo tipo di carrozzeria, familiare quattro porte. Il motore era montato anteriormente, mentre la trazione era posteriore.

## La prima serie: (1971-1976)
La Grand Safari prodotta dal 1971 al 1976 è stata la vettura più grande e pesante mai costruita dalla Pontiac in tutta la sua storia. Da ciò conseguì che lo spazio interno disponibile per le spalle toccò un valore da record, che venne battuto solo da modelli full-size della General Motors negli anni novanta.
La Gran Safari e le altre familiari contemporanee del gruppo General Motors, possedevano delle sospensioni posteriori a balestra, e ciò era inusuale per l'epoca. Infatti, gli altri modelli full-size General Motors utilizzavano delle molle elicoidali. Le Grand Safari erano caratterizzate anche da un nuovo portellone posteriore di tipo "clamshell", dove la parte superiore andava a scivolare in un vano ricavato sotto il tetto, mentre quella inferiore scorreva a sua volta (manualmente o elettricamente) in un vano ricavato sotto il pavimento. Questo portellone ad azionamento elettrico, il primo nella storia delle familiari, alla fine soppiantò quello manuale, che richiedeva grandi sforzi per essere sollevato durante le operazioni di carico o scarico dei bagagli. Il portellone elettrico era azionabile tramite un interruttore posizionato sul cruscotto oppure attraverso ad un comando collocato sui lamierati posteriori. Il sistema "clamshell", che era pesante e complesso, rendeva però più facile, da queste lunghe familiari, le operazioni di carico e scarico anche in spazi stretti. Questo sistema non venne però utilizzato dalla altre case automobilistiche, e fu eliminato quando la General Motors ridusse la lunghezza dei propri modelli nel 1977.
Questa prima serie di Grand Safari era basata sul pianale C della General Motors, che condivideva con altri modelli Buick e Oldsmobile. Venne assemblata a Pontiac, nel Michigan.
Questa serie di Grand Safari aveva installato due tipi di motori, entrambi V8. Il primo aveva una cilindrata di 6,6 L, mentre il secondo di 7,5 L. Il cambio disponibile era solo uno, cioè il TH-400 automatico a tre rapporti. 

## La seconda serie: (1977-1978)
Nel 1977 la Grand Safari venne considerevolmente rimpicciolita. All'epoca, infatti, l'industria automobilistica statunitense rimpicciolì ed alleggerì tutti i propri modelli per ridurre il consumo di carburante. Questi ultimi subirono un costante aumento di prezzo iniziato dopo la crisi energetica del 1973.
Anche i motori furono rimpiccioliti. Quello base aveva ora una cilindrata di 4,9 L, mentre i due opzionali possedevano una cilindrata di 5,7 L e 6,6 L. Il primo venne però offerto solo nel 1978.
Questa serie di Grand Safari venne costruita sul pianale B della General Motors. Nel 1979 il modello venne tolto dal mercato e fu rinominato Bonneville Safari.